# Coupe du Maroc de football 1993-1994
 (avril 2024).
Si vous disposez d'ouvrages ou d'articles de référence ou si vous connaissez des sites web de qualité traitant du thème abordé ici, merci de compléter l'article en donnant les références utiles à sa vérifiabilité et en les liant à la section « Notes et références ».
Navigation
Édition précédente Édition suivante
La saison 1993-1994 de la Coupe du Trône est la trente-huitième édition de la compétition. 
Le Wydad Athletic Club remporte la coupe au détriment de l'Olympique de Khouribga sur le score de 1-0 au cours d'une finale jouée dans le Stade Mohamed V à Casablanca. Le Wydad Athletic Club remporte ainsi cette compétition pour la sixième fois de son histoire.

## Déroulement

### Huitièmes de finale
| Équipe 1                  | Équipe 2                | Résultat    |
| Wydad Athletic Club       | USP Police              | 2 - 1       |
| Maghreb de Fès            | Racing de Casablanca    | 4 - 1       |
| Olympique de Khouribga    | CSE                     | 3 - 0       |
| Renaissance de Settat     | ASFA                    | 1 - 0       |
| Kawkab de Marrakech       | Difaâ d'El Jadida       | 1 - 1 4 - 3 |
| Mouloudia Club d'Oujda    | Wydad de Fès            | 1 - 0       |
| Olympique de Casablanca   | Union Yacoub El Mansour | 2 - 1       |
| Fath Union Sport de Rabat | FAR de Rabat            | 1 - 2       |

### Quarts de finale
| Équipe 1              | Équipe 2                | Résultat |
| Renaissance de Settat | Olympique de Khouribga  | 0 - 1    |
| Wydad Athletic Club   | Maghreb de Fès          | 2 - 1    |
| FAR de Rabat          | Mouloudia Club d'Oujda  | 2 - 0    |
| Kawkab de Marrakech   | Olympique de Casablanca | 2 - 1    |

### Demi-finales
| Équipe 1            | Équipe 2               | Résultat |
| Wydad Athletic Club | FAR de Rabat           | 1 - 0    |
| Kawkab de Marrakech | Olympique de Khouribga | 0 - 3    |

### Finale
La finale oppose les vainqueurs des demi-finales, le Wydad Athletic Club face à l'Olympique de Khouribga, le 20 novembre 1994 au Stade Mohamed V à Casablanca.
| Coupe du Trône : Finale 1994 | Wydad Athletic Club | 1 - 0 | Olympique de Khouribga | Stade Mohamed V, Casablanca |                         |
| 20 novembre 1994             |                     |       |                        | Arbitrage : Yahya Hadqa     | Arbitrage : Yahya Hadqa |
| 20 novembre 1994             |                     |       |                        | Arbitrage : Yahya Hadqa     | Arbitrage : Yahya Hadqa |